# Flying Blue
Flying Blue ist das Vielfliegerprogramm von Air France-KLM.

## Meilen sammeln
Es wird zwischen Status- und Prämienmeilen unterschieden:
- Statusmeilen dienen der Festlegung des Vielfliegerstatus und sind nur im aktuellen Kalenderjahr gültig.
- Prämienmeilen können für Flug- und Sachprämien verwendet werden. Sie verfallen nicht, solange mindestens alle 24 Monate ein Flug stattfindet, für den weitere Meilen gutgeschrieben werden.

Statusmeilen können nur durch Flüge bei den Mitgliedern von SkyTeam und ausgewählten Partnerairlines gesammelt werden, während Prämienmeilen auch z. B. bei Hotels, Mietwagenunternehmen, Travel Value und Duty-free-Shops gutgeschrieben werden. Bei der Gutschrift von Statusmeilen werden aber grundsätzlich auch die entsprechenden Prämienmeilen gutgeschrieben.
Die Gutschrift von Meilen hängt sehr stark von der Buchungsklasse ab. So werden in der Business Class grundsätzlich mehr Meilen gutgeschrieben als bei Economy, und hier kann es noch zwischen den einzelnen Tarifen variieren. Bei Flügen mit Partner-Airlines werden bisweilen – je nach Buchungsklasse – auch gar keine Meilen gutgeschrieben.
Die Berechnung erfolgt in nautischen Meilen, als direkte Entfernung zwischen den beflogenen Flughäfen.

## Meilen einlösen
Mit den Prämienmeilen können diverse Prämien erworben werden.
Prämienflüge sind keine „echten“ Freiflüge, da neben den entsprechenden Prämienmeilen auch noch die Steuern und Gebühren (einschl. Kerosinzuschlag) zu zahlen sind.

## Vielfliegerstatus
Flying Blue kennt verschiedene Kategorien für Vielflieger:
- Explorer, ab der ersten Meile (Es wird seit Januar 2016 keine Plastikkarte mehr ausgegeben. Karte nur in Papierform oder als App-Download verfügbar.)
- Silver, ab 100 XP
- Gold, ab 180 XP
- Platinum ab 300 XP

Vorteile eines höheren Status können z. B. Zugang zur Flughafenlounge, erhöhte Freigepäckgrenzen, Priorität beim Check-in oder auch Wartelistenpriorität sein.
Im Jahr 2018 wurde von Statusmeilen auf Statuspunkte umgestellt.
Es werden nun feste Werte vergeben:
|                 | Domestic (Inland) | Mittelstrecke (< 2.000 Meilen) | Long 1 (2.000 – 3.500 Meilen) | Long 2 (3.501 – 5.000 Meilen) | Long 3 (> 5.000 Meilen) |
| --------------- | ----------------- | ------------------------------ | ----------------------------- | ----------------------------- | ----------------------- |
| Economy         | 2 XP              | 5 XP                           | 8 XP                          | 10 XP                         | 12 XP                   |
| Premium Economy | 4 XP              | 10 XP                          | 16 XP                         | 20 XP                         | 24 XP                   |
| Business        | 6 XP              | 15 XP                          | 24 XP                         | 30 XP                         | 36 XP                   |
| First           | 10 XP             | 25 XP                          | 40 XP                         | 50 XP                         | 60 XP                   |

## SkyTeam
Der Flying-Blue-Status ist nicht nur auf die Fluglinien, die an Flying Blue angeschlossen sind, begrenzt: Flying Blue Silver entspricht SkyTeam Elite, Gold entspricht Elite Plus.
Auf fast allen Flügen des SkyTeams können Flying-Blue-Mitglieder Meilen sammeln; einige wenige Buchungsklassen mancher Fluglinien sind allerdings ausgeschlossen. Das Einlösen von Meilen für Prämienflüge ist bei allen SkyTeam-Mitgliedern möglich – nicht jedoch bei allen Partner-Airlines.

## Flying Blue Partnerairlines
Folgende Fluggesellschaften sind Partnerairlines von Flying Blue:
- Aircalin
- Aerolíneas Argentinas
- Aeroméxico
- Air Corsica
- Air Europa
- Air France
- Air Mauritius
- Alitalia
- Bangkok Airways
- Chalair Aviation
- China Airlines
- China Eastern
- China Southern Airlines
- Comair
- Copa Airlines
- Delta Air Lines
- Garuda Indonesia
- GOL
- HOP!
- Japan Airlines
- Jet Airways
- Kenya Airways
- KLM
- Korean Air
- Malaysia Airlines
- Middle East Airlines
- Saudi Arabian Airlines
- SAS Scandinavian Airlines
- TAAG
- TAROM
- Transavia
- Twin Jet
- Ukraine International Airlines
- Vietnam Airlines
- Wijet
- Xiamen Airlines